# Metropolitana di Minsk
La metropolitana di Minsk (in bielorusso Мінскае метро?, Minskae metro; in russo Минское метро?, Minskoe metro) fa parte del trasporto pubblico di Minsk, capitale della Bielorussia, ed è in funzione dal 1984.
La metropolitana è composta da tre linee, identificate con nomi e colori diversi, per una lunghezza totale di 40,8 km e 33 stazioni. Il 30 giugno 1984 è stata inaugurata la linea Maskoŭskaja, dal colore blu. Il 31 dicembre 1990 è stata inaugurata la linea Aŭtazavodskaja, dal colore rosso. Il 6 novembre 2020 è stata inaugurata la Zielienalužskaja, dal colore verde. Ed è in costruzione la quarta linea.
Cronologicamente, è la nona metropolitana nell'ex Unione Sovietica, nonché l'unica della Repubblica di Bielorussia. In termini di numero di passeggeri all'anno, si colloca al quarto posto tra i paesi della CSI (rispettivamente dopo le metropolitane di Mosca, San Pietroburgo e Kiev).

## Rete
La rete è composta da tre linee con le seguenti caratteristiche:
| #       | Nome                                         | Percorso                                | Apertura | Ultima estensione | Lunghezza (km) | Stazioni |
| ------- | -------------------------------------------- | --------------------------------------- | -------- | ----------------- | -------------- | -------- |
| 1       | Maskoŭskaja (bielorusso: Маскоўская)         | Uručča ↔ Malinawka                      | 1984     | 2014              | 21,5 km        | 15       |
| 2       | Aŭtazavodskaja (bielorusso: Аўтазаводская)   | Kamyennaya Horka ↔ Mahilyowskaya        | 1990     | 2005              | 18,5 km        | 14       |
| 3       | Zielienalužskaja (bielorusso: Зеленалужская) | Jubilejnaja plošča - Kavalskaja Slabada | 2020     | 2020              | 4,4 km         | 4        |
| Totale: | Totale:                                      | Totale:                                 | Totale:  | Totale:           | 44,4 km        | 33       |

I colori della tabella corrispondono ai colori delle linee nelle cartine della metropolitana

## Storia
Durante gli anni cinquanta e settanta la popolazione della città crebbe al di sopra del milione di abitanti e iniziarono pertanto i progetti per un sistema di trasporto rapido negli anni sessanta. La costruzione iniziò il 16 giugno 1977 e il sistema fu trionfalmente aperto al pubblico il 30 giugno 1984, divenendo la nona rete metropolitana dell'Unione Sovietica. Il tratto originale di otto stazioni si è poi sviluppato in due linee con 23 stazioni, raggiungendo i 27,6 km di estensione.
Nonostante la caduta dell'Unione Sovietica la costruzione della metropolitana di Minsk ha proceduto senza interruzioni attraverso gli anni novanta (diversamente dalle altre linee metropolitane come Yerevan e Samara, che furono congelate a causa della completa mancanza di fondi). Alcuni esperti attribuiscono questo fatto alla lenta riforma dell'economia sovietica in Bielorussia, che si rivelò fondamentale per l'espansione della rete metropolitana.
L'11 aprile 2011 un'esplosione nella stazione di Kastryčnіckaja ha provocato 11 morti e un centinaio di feriti. Secondo le autorità l'esplosione è dovuta a un attacco terroristico.

### Cronologia
| Data inaugurazione | Tratta o Stazione                       | Linea            |
| ------------------ | --------------------------------------- | ---------------- |
| 30 giugno 1984     | Instytut Kultury – Maskoŭskaja          | Maskoŭskaja      |
| 30 dicembre 1986   | Maskoŭskaja – Uschod                    | Maskoŭskaja      |
| 31 dicembre 1990   | Traktarny zavod–Frunzyenskaya           | Aŭtazavodskaja   |
| 28 maggio 1991     | Pyershamayskaya                         | Aŭtazavodskaja   |
| 3 luglio 1995      | Frunzyenskaya – Pushkinskaya            | Aŭtazavodskaja   |
| 7 novembre 1997    | Traktarny zavod – Awtazavodskaya        | Aŭtazavodskaja   |
| 5 settembre 2001   | Awtazavodskaya – Mahilyowskaya          | Aŭtazavodskaja   |
| 7 novembre 2005    | Pushkinskaya – Kamyennaya Horka         | Aŭtazavodskaja   |
| 7 novembre 2007    | Uschod – Uručča                         | Maskoŭskaja      |
| 7 novembre 2012    | Instytut Kultury – Pyatrowshchyna       | Maskoŭskaja      |
| 3 giugno 2014      | Pyatrowshchyna – Malinawka              | Maskoŭskaja      |
| 6 novembre 2020    | Jubilejnaja plošča - Kavalskaja Slabada | Zielienalužskaja |

## Caratteristiche
La città si trova su un terreno molto secco, di conseguenza tutte le stazioni si trovano sotto la superficie, ma non in profondità come le stazioni della maggior parte delle città ex-sovietiche. Come quasi tutte le metropolitane ex sovietiche, le stazioni sono vivacemente decorate: alcune mostrano motivi nazionali bielorussi, mentre altre si fondano su temi prettamente socialisti. Negli anni più recenti si è fatta avanti la decorazione high-tech.
Attualmente si sta considerando l'ipotesi di completamento della linea Aŭtazavodskaja. La linea Maskoŭskaja si sta estendendo in entrambe le direzioni con due stazioni verso nord e tre verso sud; da lì è in progetto una terza linea che quando sarà completata, formerà un triangolo (la cui forma è presente nelle reti metropolitane di molte città sovietiche) insieme alle altre due linee, con sei raggi che si incontreranno nel centro della città.

## Progetti e piani futuri

La mappa-progetto della metropolitana di Minsk

Nel 2008 sono iniziati i lavori di progettazione della nuova terza linea della metropolitana della capitale bielorussa, che dovrebbe collegare la parte meridionale e settentrionale di Minsk attraversando anche le due linee esistenti. I lavori di costruzione delle prime 4 stazioni della terza linea di metropolitana dovrebbero iniziare non prima del 2011, dopo il completamento delle nuove stazioni della prima linea.
Si parla anche della quarta linea della metropolitana, che dovrebbe essere una linea tangenziale da nordest a sud della città.